# QX Andromedae
QX Andromedae (QX And) es una estrella binaria en la constelación de Andrómeda.
Forma parte del cúmulo abierto NGC 752, de 2000 millones de años de edad.
Su distancia al sistema solar es de 416 pársecs (1355 años luz).
QX Andromedae es una binaria de contacto de tipo espectral conjunto F5, cuyo grado de «sobrecontacto» se estima en el 35%.
La estrella primaria tiene una temperatura efectiva de 6440 K con una luminosidad 3,2 veces superior a la del Sol.
Su radio es un 46% más grande que el radio solar.
La componente secundaria es ligeramente más fría —6420 K— y su luminosidad es apenas un 10% mayor que la luminosidad solar, siendo su radio un 12% más pequeño que el del Sol.
La relación entre las masas de las componentes, q, es igual a 0,36; la primaria tiene una masa de 1,47 masas solares mientras la secundaria tiene una masa de 0,45 masas solares.
El período orbital del sistema es de solo 0,41217 días (9,89 horas).
Se ha observado que este período disminuye de forma secular a razón de 2,48 × 10-7 días por año.
Dicha variación se atribuye a la transferencia de masa desde la estrella menos masiva a la más masiva.
La inclinación del plano orbital respecto al plano del cielo es de 55°.
QX Andromedae es una estrella ligeramente variable, siendo descubierta como tal por Johnson en 1953.
Constituye una binaria eclipsante de tipo W Ursae Majoris.
De magnitud aparente máxima +11,25, su brillo disminuye 0,32 magnitudes durante el eclipse.
El sistema es una fuente emisora de rayos X.